# Colin Clive
Colin Glenn Clive-Greig cunoscut ca  Colin Clive   (n. 20 ianuarie 1900, Saint-Malo, Saint-Malo Agglomération⁠(d), Franța – d. 25 iunie 1937, Hollywood, California, SUA) a fost un actor americano-britanic de film și teatru. Este cel mai notabil pentru rolul lui Henry Frankenstein în filmul din 1931 Frankenstein și continuarea sa din 1935, Bride of Frankenstein.

## Filmografie

### Film
- Journey's End (1930) - Capt. Denis Stanhope
- Frankenstein (1931) - Henry Frankenstein
- The Stronger Sex (1931) - Warren Barrington
- Lily Christine (1932) - Rupert Harvey
- Christopher Strong (1933) - Sir Christopher Strong
- Looking Forward (1933) - Geoffrey Fielding
- The Key (1934) - Capt. Andrew 'Andy' Kerr
- One More River (1934) - Sir Gerald Corven
- Jane Eyre (1934) - Edward Rochester
- Clive of India (1935) - Capt. Johnstone
- The Right to Live (1935) - Maurice
- Bride of Frankenstein (1935) - Henry Frankenstein
- The Girl from 10th Avenue (1935) - John Marland
- Mad Love (1935) - Stephen Orlac
- The Man Who Broke the Bank at Monte Carlo (1935) - Bertrand Berkeley
- The Widow from Monte Carlo (1935) - Lord Eric Reynolds
- History Is Made at Night (1937) - Bruce Vail
- The Woman I Love (1937) - Capt. Thelis (ultimul rol de film)

### Teatru
- Peter and Paul (sept. 1925)[8][9]
- Advertising April (nov. 1925) [10]
- Journey's End (1929)